# Сан-Джузеппе-Везув'яно
Сан-Джузеппе-Везув'яно (італ. San Giuseppe Vesuviano) — муніципалітет в Італії, у регіоні Кампанія,  метрополійне місто Неаполь.
Сан-Джузеппе-Везув'яно розташований на відстані близько 210 км на південний схід від Рима, 21 км на схід від Неаполя.
Населення — 29 912 осіб (2014).
Щорічний фестиваль відбувається 19 березня. Покровитель — San Giuseppe.

## Демографія
Населення за роками:

Станом на 1 січня 2023 року в муніципалітеті офіційно проживали 5484 іноземці з 52 країн, серед них 316 громадян країн Євросоюзу та 710 громадян України.

## Сусідні муніципалітети
- Оттав'яно
- Пальма-Кампанія
- Поджомарино
- Сан-Дженнаро-Везув'яно
- Терциньйо